# Anthela trisecta
Anthela trisecta là một loài bướm đêm thuộc họ Anthelidae được Thomas Pennington Lucas mô tả đầu tiên năm 1898. Loài này có ở Úc.
Sải cánh của loài này dài khoảng 56 mm. Cánh trước màu vàng son, có bóng mờ. Cánh sau màu vàng.